# Владислав Охенковський
Владислав Охенковський (пол. Władysław Ochenkowski; 21 грудня 1840, Скшешев — 8 травня 1908, Львів) — польський економіст, професор та ректор Львівського університету.
Походив із польської поміщицької родини, син Юзефа (суддя Трибуналу в Седльці) та Сабіна Обіскі. Відвідував губернаторську гімназію у Варшаві (до 1856 року), Потім вивчав філософію в Петербурзькому університеті (1860—1863). Брав участь у січневому повстанні; був заочно засуджений до страти. Продовжив навчання в Єні в галузі економіки (1864—1867), завершивши докторський ступінь в 1867 (робота Macleod's Kredit — und Geldtheorie). Потім поїхав до Англії, де досліджував історію економіки. У 1872—1873 роках доповнив навчання в економіці в Мадяроварській академії, а в 1877—1878 роках — статистику у Львівському університеті. Два роки працював у Львівському статистичному управлінні (1973—1875). У 1878 році захистив дисертацію на тему «Englands Gesetzgebung в Bezug auf die Preisse» і став доцентом політології в Єнському університеті; у 1880 році отримав там звання доцента. У 1880—1892 роках читав лекції з політології в Мюнстерській академії.
У 1892 році став дійсним професором Львівського університету. Керував кафедрою соціального господарства, був деканом юридичного факультету (1897/1898), ректором (1902/1903) та проректором (1903/1904) цього університету. У 1888 році його обрали членом-кореспондентом Польської академії знань; він також був членом Американської академії політичних та соціальних наук (з 1890 р.) та Британської економічної асоціації (з 1893 року).
У своїй науковій роботаз досліджував питання фінансів, соціальної політики та економічної історії Англії. Був ініціатором польських досліджень економічної історії Англії, проаналізував англійську цінову політику з XIV по XVII століття, дав підстави для створення в Англії ощадних банків.
Помер раптово від серцевого нападу у Львові, його поховали в родинній могилі Оржеховича у Кальникові. Його племінником був Генрі (історик мистецтва, куратор музею Чарторийських у Кракові), племінниця — Марія Годлевська (перекладач англійської літератури). Брат, Болеслав Охенковський був покровителем культури та мистецтва, донором колекції Владислава для галереї картин у Львові.

## Праці
- Olej skalny (nafta) w Galicji (1870)
- Sprawa gruntowa w Irlandyi (1870)
- Ziemska własność gmin w Galicji, ich kapitały pieniężne i stan bierny (1874)
- Angielskie kasy oszczędności (1877)
- John Locke als Nationaloekonom (1879)
- Die Anfänge der englischen See- und Schiffahrpolitik (1881)
- Die württembergische Centralstelle für Handel und Gewerbe (1886)